# International Herald Tribune

Logo 2013

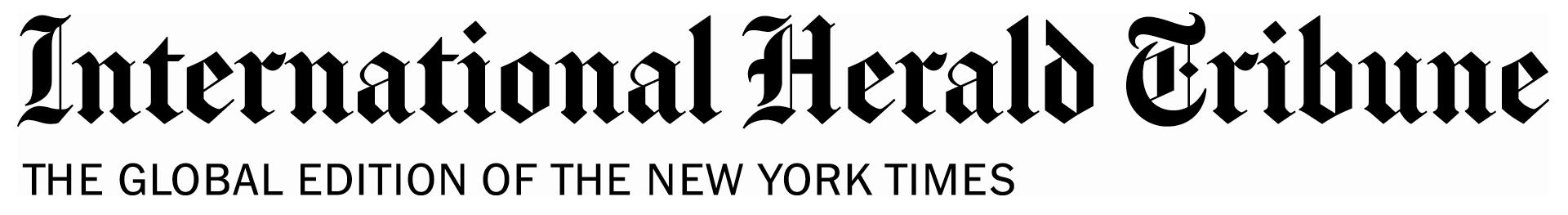

International Herald Tribune (IHT) är en engelskspråkig, internationell morgontidning. IHT ägs av The New York Times och har haft sitt huvudsäte i Paris sedan 1887. Förutom medarbetare på The New York Times, så har IHT även egna korrespondenter. Tidningen finns att få i mer än 180 länder och trycks vid 35 tryckerier runt om i världen.
I oktober 2016 blev International Herald Tribune helt integrerad med The New York Times och utgivs nu under namnet The New York Times International Edition. Kontoret i Paris är nedlagt.

## Distribution i Sverige
Tidningen kan fås via tidningsbud till de flesta hem och arbetsplatser i Stockholm, Göteborg, Malmö, Helsingborg, Linköping, Bromma, Solna, Sundbyberg, Lidingö, Kista, Danderyds kommun, Täby kommun och Lund.
Från den 2 maj 2008 kommer IHT att distribueras i Stockholm (till att börja med) tillsammans med morgontidningen i hela Stor-Stockholm till brevlådan Må-Lö senast kl 06:00.